# Elecciones presidenciales de Estados Unidos de 2020 en Nebraska
Las elecciones presidenciales de Estados Unidos de 2020 en Nebraska se llevaron a cabo el 3 de noviembre de 2020, como parte de las elecciones presidenciales de Estados Unidos de 2020. Los votantes de Nebraska eligieron a los cinco electores que los representarían en el Colegio Electoral mediante votación popular.
Nebraska ha votado por los republicanos en casi todas las elecciones presidenciales desde que se convirtió en estado, con la excepción de William Jennings Bryan, Woodrow Wilson, Franklin D. Roosevelt en sus dos primeros mandatos; y Lyndon B. Johnson. Sin embargo, el segundo distrito congregasional del estado, que contiene a Omaha y algunos de sus suburbios, ha sido competitivo desde 2008, cuando Obama ganó por un estrecho margen el distrito.
En 2024, algunos republicanos intentaron eliminar el voto dividido en el colegio electoral y optar por un sistema de votación en el que el ganador se llevara todos los electores. Esto contó con el apoyo del expresidente Donald Trump, el gobernador Jim Pillen, el congresista del segundo distrito Don Bacon y Charlie Kirk, de Turning Point USA.